# Eduard Förster
Eduard Förster (* 26. April 1909; † 22. November 1990) war ein deutscher Fußballspieler. 

## Karriere

### Vereine
Förster stürmte von 1928 bis 1933 für den VfR Fürth und belegte mit dem Verein in der in Nord- und Südbayern unterteilten Bezirksliga Bayern zweimal die Plätze zwei (1929, 1932) und zweimal den ersten Platz (1930 und 1931) in der Gruppe Nordbayern. Trotz des Erreichens des sechsten Platzes 1933 wurde sein Verein nicht für die erste Gauligasaison 1933/34 berücksichtigt, da mit der SpVgg Fürth bereits ein Fußballverein aus Fürth in diese Liga aufgenommen wurde; daher spielte sein Verein bis zu seiner Auflösung im Jahr 1936 in der zweitklassigen Bezirksklasse. Nach nur einer Saison in dieser Spielklasse wechselte Förster zur SpVgg Fürth.
Von Juli 1934 bis Juni 1937 kam er mit dem Verein in der Gauliga Bayern, in einer von 17, später auf 23 aufgestockten Gauligen zur Zeit des Nationalsozialismus als einheitlich höchste Spielklasse im Deutschen Reich zu 23 Spieleinsätzen, in denen er sieben Tore erzielte. Bei der Wettbewerbspremiere um den Tschammerpokal kam er am 1. September 1935 in Fulda gegen den dort ansässigen Fuldaer SV Germania zu seinem dritten Pokaleinsatz zugleich der erste in der 1. Schlussrunde und erzielte beim 5:1-Sieg das Tor zum 4:0 in der 42. Minute. Seine ersten beiden Spiele bestritt er in einer der drei, der Schlussrunde vorangegangener Hauptrunden. 

### Auswahlmannschaft
Als Spieler der Gauauswahlmannschaft Bayern nahm er auch am zweiten ausgetragenen Gauauswahlwettbewerb teil. Nachdem seine Mannschaft am 1. Juli 1934 die Vorrunde mit dem 4:1-Sieg über die Gauauswahlmannschaft Württemberg und auch am 8. Juli das Viertelfinale mit dem 5:1-Sieg über die Gauauswahlmannschaft Nordhessen bewältigt hatte, bezwang sie auch die Gauauswahlmannschaft Nordmark mit 2:1 am 26. Juli im Halbfinale, wobei alle drei Tore in den letzten zehn Minuten der Spielzeit erzielt wurden. Am 29. Juli verlor die Gauauswahlmannschaft Bayern das Finale um den Kampfspiel-Pokal 1934 gegen die Gauauswahlmannschaft Südwest mit 3:5 auf der Hauptkampfbahn in Nürnberg; Förster gehörte, wie auch Jakob Becher, der Finalaufstellung nicht an, da er kurioserweise als Leihspieler am selben Tag mit der Gauauswahlmannschaft Nordmark – sie hatte zwei nicht einsatzfähige und zu wenig Ersatzspieler – das Spiel um Platz 3 im “Stadion Herrnhüttestraße” bestritt und mit 0:4 gegen die Gauauswahlmannschaft Niederrhein verlor.

## Erfolge
- Gaumeister Bayern 1935
- Kampfspiel-Pokal-Finalist 1934 (ohne Einsatz)